# Idaea pyraustaria
Idaea pyraustaria là một loài bướm đêm trong họ Geometridae.